# Black River (tillflöde till Lake Simcoe)
Black River är ett vattendrag i Kanada.   Det ligger i provinsen Ontario, i den sydöstra delen av landet, 300 km väster om huvudstaden Ottawa.
Omgivningarna runt Black River är en mosaik av jordbruksmark och naturlig växtlighet. Runt Black River är det ganska tätbefolkat, med 60 invånare per kvadratkilometer.